# Політрук
Політру́к (скорочення від рос. политический руководитель) — військове звання середнього військово-політичного складу збройних сил Радянського Союзу з 1935 до 1942. Вище за рангом ніж молодший політрук, але нижче ніж старший політрук. Дорівнювало військовому званню старший лейтенант. Словотворення та вживання відповідника цьому термінові в українській мові було під тиском заборони та переслідувалося.

## Історія
У 1935 році з введенням персональних звань командного складу РСЧА були введені також спеціальні звання для політробітників: «молодший політрук», «політрук» і «старший політрук», що відповідали загальним військовим званням «лейтенант», «старший лейтенант» і «капітан». Старші політробітники мали спеціальні звання із словом «комісар»: «батальйонний комісар» (майор), «полковий комісар» (полковник), «дивізійний комісар» (комдив) тощо (у дужках надані відповідні загальні військові звання).
Рішенням ДКО від 9 жовтня 1942 року в армії і на флоті була ліквідована система військових комісарів, і всім їм надаються командні звання. Причому звання надавалися на ступінь нижче. Так наприклад, якщо раніше молодший політрук дорівнював лейтенантові, то нове звання йому надавалося — молодший лейтенант. Різко було скорочено число політичних посад. Частина вчорашніх політруків і комісарів призначалися заступниками командирів по політчастині (від роти і вище), частина була переведена на командні посади. Якщо раніше політрук або комісар користувалися рівною з командиром владою в підрозділі, частині, то тепер вони стали заступниками командирів.

## Знаки розрізнення

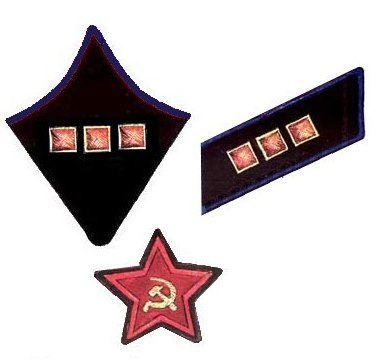
Знаки розрізнення політрука (1935-1942). Військовий комісар у частинах технічних військ

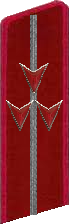
Знаки розрізнення політрука ВВ НКВС (1936-1937)

Для звання політрук був встановлений знак розрізнення — три кубика в петлиці, як у старшого лейтенанта, відрізняючись тільки окантовкою петлиць. Замість командирської золотистої окантовки була чорна, як у решти політпрацівників, а також у молодшого комскладу і червоноармійців. 
Військовослужбовці вищого політичного складу мали на обох рукавах вище за обшлаг або манжету однакові для всіх звань червоні суконні зірки діаметром 55 мм. Зірки по краю обшивалися червоною шовковою ниткою, а в центрі мали вишиті золотистою ниткою серп і молот.

## Політичний склад НКВС
В тому ж 1935 році коли були введені персональні військові звання в РСЧА, відбуваються подібні процеси в НКВС. Згідно з наказом НКВС СРСР № 319 від 10 жовтня 1935, постановою  НКВС СРСР № 2250 від 7 жовтня 1935, а також наказами № 396 (по ГУДБ) и № 399 (ГУПВО) від 27.12.1935 року для особового складу певних Головних управлінь НКВС (як то ГУПВО та ГУДБ) вводяться персональні військові та спеціальні звання. Якщо співробітники ГУДБ отримали особливі звання то особовий склад ГУПВО (прикордонні та внутрішні війська) отримали звання за зразком раніше прийнятих в РСЧА. Введені вже в 1936 році знаки розрізнення (спершу на рукавах, пізніше на рукавах та петлицях) координально відрізнялись від армійських.
На петлицях з’являються повздовжні просвіти, певного кольору. Молодший командний начальницькі склади мали червоні просвіти, середній та старший склади мали сріблясті просвіти, вищий склад мав золотисті просвіти. Також на петлицях, в залежності від звання розташовувалася певні кількість сріблястих (старший склад), золотистих (вищий склад) п’ятипроменевих зірочок чи червоних емальованих трикутників (середній склад) та золотисто-червоних кутиків (молодший).  Командний від начальницького складу відрізнявся наявність галунного золотого трикутнику внизу петлиці (інтендантський склад мав сині кути), колір петлиць був краповий для внутрішньої охорони (військ) та зелений для прикордонників. Носій звання політичного складу «політрук», отримав за знаки розрізнення по три трикутника на петлиці зі срібними просвітами, а також по три трикутника на рукавах. 
Дані знаки розрізнення проіснували недовго і вже в 1937 році їх було скасовано, а замість їх ввели знаки розрізнення за зразком РСЧА. Політруки ГУПВВ НКВС як і їх армійські колеги отримали по три квадрата на кожну з петлиць, крапову чи зелену в залежності від роду військ (облямівка петлиць червона).
Політичний склад ГУТАБ НКВС в свої більшості не мав персональних звань (їх мали лише співробітники які отримали їх ще до переводу до ГУТАБ). Адміністративно-господарський та політичний склад  ВОХР НКВС мав внизу петлиці червоний кут. 
| Молодше звання Молодший політрук | ГПУ РСЧА СРСР Політрук | Старше звання Старший політрук |